# فرودگاه بین‌المللی مارشال روندو
فرودگاه بین‌المللی مارشال روندو (به انگلیسی: Marechal Rondon International Airport) (به زبان بومی: Aeroporto Internacional Marechal Rondon) یک فرودگاه همگانی مسافربری با کد یاتا CGB است که یک باند فرود آسفالت دارد و طول باند آن ۲۳۰۰ متر است. این فرودگاه در کشور برزیل قرار دارد و در ارتفاع ۱۸۸ متری از سطح دریا واقع شده‌است.

## شرکت‌های هواپیمایی و مقصدهای پروازی

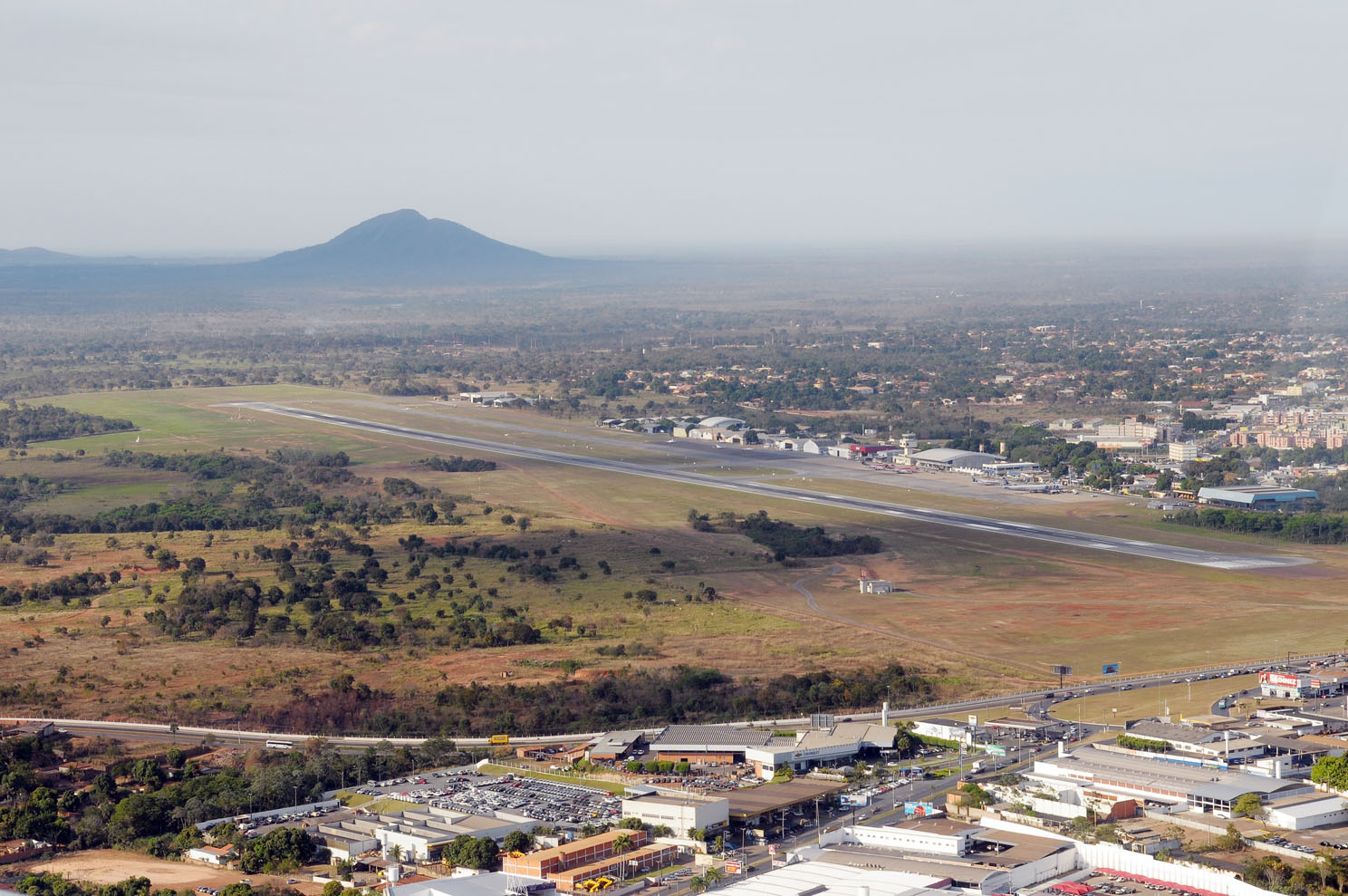
فرودگاه بین‌المللی مارشال روندو

| شرکت‌های هواپیمایی     | مقصدهای پروازی |
| --------------------- | --- |
| ASTA Linhas Aéreas    | Água Boa، کونفرسا، Juara، Juína، سائو لیکس دو ارگوایا، Tangará da Serra |
| اویانکا برزیل         | برازیلیا، کامپوگرانده، سائو پائولو گوارولوس |
| آزول برزیلین ایرلاینز | آلتا فلورستا، بارا دو گارساس، تانکردو نوس، ککول، ویراکوپوس-کامپیناس، کامپوگرانده، آفونسو پنا، سانتا جنووا، ژی-پارانا، لوندرینا، سلگدو فیلهو، پورتو وییو، ویرو ویرو(scheduled), سانتوس دومنت، روندونوپلیس، ساوو جستی دو ریو پرتو، سائو پائولو گوارولوس، سینوپ، Sorriso، ویلینا |
| گول ایر ترنسپورت      | برازیلیا، کونگونیاس-سائو پائولو، سائو پائولو گوارولوس |
| تام ایرلاینز          | برازیلیا، کونگونیاس-سائو پائولو |